# Софія Дрейк
Софія Дрейк (швед. Sofia Drake, повне ім'я Sofia Drake af Torp och Hamra; 1662–1741) — шведська дворянка, землевласниця, підприємиця. Самостійно займалася будинком і дітьми під час служби чоловіка в армії. У 1726 році вступила на службу в армію, видавши себе за чоловіка, і одружилася з жінкою, що було на той час серйозними правопорушеннями.

## Біографія
Народилася в 1662 році в сім'ї полковника Йохана Кристерссона Дрейка (Johan Christersson Drake) і Маргарети Клінгспор (Margareta Klingspor). 
22 жовтня 1689 року Софія одружилася з військовим, підполковником Джоном Столхаммаром (1659—1708), залишивши собі дошлюбне прізвище (що було рідкістю для того часу). З 1690 по 1701 рік народила семеро дітей. З 1696 року сім'я жила в містечку Salshult. 7 червня 1700 року чоловік залишив Швецію, щоб брати участь у Великій північній війні. Вони бачилися лише один раз, в 1702 році, коли він приїжджав у Швецію для поповнення запасів армії. Подружжя підтримували контакт через листування, в якому розкрилися їхні справжні почуття. Під час відсутності чоловіка Софія Дрейк самостійно вела велике господарство і виховувала дітей. Чоловік продовжував служити далеко від дому в армії Карла XII. Після смерті чоловіка в 1708 році вона продовжувала займатися сімейними справами. 
У 1726 році Софія Дрейк заступилася за племінницю чоловіка — Ульріку Столхаммар, вступила на службу в армію, видавши себе за чоловіка, і одружилася з жінкою — служницею Марією Льонман (Maria Löhnman), що в той час вважалася серйозним злочином. 1729 року Ульріка постала перед судом, але завдяки допомозі Софії Дрейк уникла суворішого покарання, ніж місячне тюремне ув'язнення. Марію Льоманов Софія Дрейк залишила в якості домробітниці.
У 1738 році управління справами в Salshult перейшло до дітей Софії Дрейк, можливо, через погіршення її здоров'я. Померла 16 вересня 1741 року в тому ж містечку Salshult. Софія Дрейк стала героїнею знаменитого вірша Карла Сноільського швед. Carl Snoilsky «Frun på Salshult».